# Dynastie Nabhani
La dynastie Nabhani (ou Nabhanides ; arabe : أسرة بني نبهان ʾusrat banī nabhān), membres de la famille des Bani Nabhan, également appelés les Sultans de Sohar ont gouverné Oman de 1154 à 1624, lorsque la dynastie des Yaruba prit le pouvoir. L'un de leurs héritages les plus visibles est le Fort de Bahla, un vaste complexe de bâtiments en briques d'argile sur des fondations en pierre, construit du XIIe au XVe siècle. Il a été inscrit en 1987 au patrimoine mondial de l'UNESCO.
La dynastie des Nabhanides pourrait être un ancêtre possible de la famille Nabhan, une famille d'origine syrienne et libanaise ayant des membres influents aux États-Unis. Certains ont immigré et se sont installés à New York au milieu du XXe siècle. D'autres membres de la famille exercent une influence au Brésil, notamment dans les zones rurales, comme Luiz Antonio Nabhan Garcia (en), ministre des Affaires foncières sous le gouvernement Bolsonaro et ancien président de l'Union pour la Démocratie Rurale (UDR).

## Contexte historique
Après les débuts de l’islam, les tribus de l'intérieur d'Oman étaient dirigées par des imams, qui détenaient à la fois le pouvoir spirituel et temporel. La branche Yahmad des tribus Azd prit le pouvoir au IXe siècle et établit un système dans lequel les oulémas des Banu Sama, la plus grande des tribus nizaries de l’intérieur, sélectionnaient l'imam. L'autorité des imams déclina en raison de luttes de pouvoir. Aux XIe et XIIe siècles, Oman fut contrôlé par l'Empire seldjoukide. Ceux-ci furent expulsés en 1154, lorsque la dynastie Nabhani prit le pouvoir.

## Règne

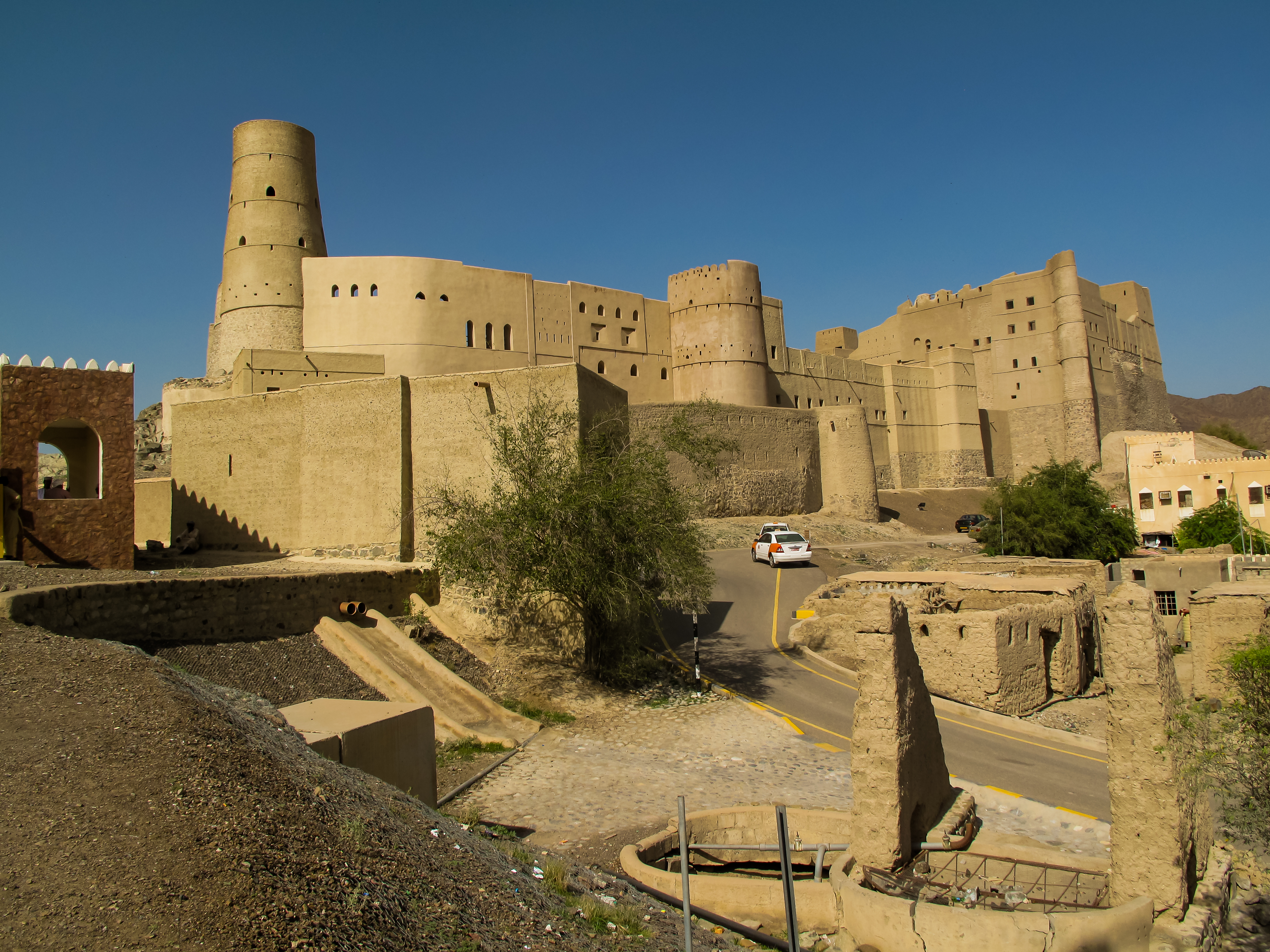
Le fort de Bahla en 2013 après d'importants travaux de restauration dans les années 1990.

Les Bani Nabhan étaient l'une des tribus arabes de l'intérieur, avec une origine présumée Azd. Après la chute de la dynastie des Makramides, les Bouyides nommèrent les Bani Nabhan gouverneurs de Sohar. Les Nabhanides conservèrent leur pouvoir durant la transition vers la domination seljoukide, et devinrent des souverains indépendants après le déclin de l'État seljoukide. Ils finirent par contrôler des villes de l'intérieur comme Nizwa et Rustaq, mais celles-ci furent reprises par l'Imamat ibadite.
Le meilleur encens, un produit précieux au Moyen Âge, provient de Dhofar, dans l'intérieur du sud de l'Oman. Les Banu Nabhan contrôlaient le commerce de l'encens sur la route terrestre passant par Sohar jusqu'à l'oasis de Yabrin (en), puis vers le nord en direction de Bahreïn, Bagdad et Damas. Muhammed al-Fallah, des Banu Nabhan, émergea comme un chef puissant en 1151 et prit le pouvoir en 1154. Il vécut jusqu'en 1176.
Les Nabhans régnaient en tant que *muluk*, ou rois, tandis que les Imams se voyaient réduits à un rôle principalement symbolique. Les Imams perdirent leur autorité morale puisque le titre devint la propriété de la tribu dominante à chaque époque. Selon l'historien Sirhan bin Said, il n'existe aucun enregistrement d'Imams de 1153, date de la mort de l'Imam Musa bin Abu Ja'afar, jusqu'en 1406, année de la mort de l'Imam Hubaise bin Muhammad.
Les Nabhans firent de Bahla leur capitale. Le fort de Bahla est appelé Hisn Tammah, et son nom viendrait d'un dirigeant iranien de la ville avant la période islamique. Le fort témoigne de la puissance des Nabhans à leur apogée.
La période est peu documentée. Il semble que les Nabhans contrôlaient parfois seulement une partie de l'intérieur du pays, et à d'autres moments aussi les terres côtières. Oman subit des invasions perses, et à un moment donné, la côte fut contrôlée par le royaume d'Hormuz. Les Nabhan coordonnaient leur politique avec le royaume d'Hormuz tout en gérant les affaires de l'intérieur omanais. Les Banu Nabhan dominèrent les autres tribus jusqu'à la fin du XVe siècle. On trouve des traces de visites personnelles de dirigeants nabhanides en Éthiopie, à Zanzibar, dans l'archipel de Lamu (aujourd'hui au Kenya), et en Perse. La dynastie al-Nabhani de l'île de Pate dans l'archipel de Lamu revendiquait une descendance de la dynastie omanaise,.

## Déclin et chute
Oman avait un imam élu et un sultan nabhani héréditaire du XVe siècle jusqu'au XVIIe siècle, avec les imams gagnant progressivement en pouvoir. Le souverain nabhani Suleiman bin Mudhafar fut destitué par l'imam Muhammad ibn Ismail (1500–1529). Cependant, les Nabhanis conservèrent leur pouvoir dans la région de Bahla. En 1507, les Portugais capturèrent la ville côtière de Mascate et étendirent peu à peu leur contrôle le long de la côte, jusqu'à Sohar au nord et Sur au sud-est. Les récits omanais rapportent que le fort de Bahla fut détruit au début du 17e siècle, peu avant que la dynastie Ya'aruba ne prenne le contrôle d’Oman, bien qu’il soit possible que des parties de l’ancienne structure aient subsisté et aient servi de base pour une construction ultérieure. En 1624, Nasir bin Murshid de la dynastie Yarubide prit le contrôle d’Oman.

## Liste des sultans
| Nom                  | Portrait | Début de règne | Fin de règne | Notes                                          |
| -------------------- | -------- | -------------- | ------------ | ---------------------------------------------- |
| Muhammed al-Fallah   |          | 1406           | 1435         |                                                |
| Abul Hassan of Oman  |          | 1435           | 1451         |                                                |
| Omar bin al Khattab  |          | 1451           | 1490         |                                                |
| Omar al Sharif       |          | 1490           | 1500         |                                                |
| Muhammad bin Ismail  |          | 1500           | 1529         | Protectorat portugais imposé le 15 avril 1515. |
| Barakat bin Muhammad |          | 1529           | 1560         |                                                |
| Abdulla bin Muhammad |          | 1560           | 1624         |                                                |